# Lipová (Prešov)
|  | Per a altres significats, vegeu «Lipová». |

Lipová és un poble i municipi d'Eslovàquia. Es troba a la regió de Prešov, al nord del país.

## Història
La primera referència escrita de la vila data del 1567.

## Demografia
| Godina             | 1994 | 2004   | 2014    | 2024   |
| ------------------ | ---- | ------ | ------- | ------ |
| Nombre de persones | 104  | 94     | 81      | 83     |
| Diferència         |      | −9,61% | −13,82% | +2,46% |

| Godina             | 2023 | 2024   |
| ------------------ | ---- | ------ |
| Nombre de persones | 81   | 83     |
| Diferència         |      | +2,46% |